# MAC (anestezjologia)
MAC (ang. Minimum Alveolar Concentration) – metoda używana do porównywania siły lub mocy (potencjału) par anestezjologicznych.
W prostym tłumaczeniu, MAC definiowany jest jako stężenie gazu, przy którym 50% chorych nie porusza się po zastosowaniu określonego bodźca chirurgicznego (np. nacięcia skóry). MAC określa zablokowanie odruchów rdzeniowych lecz niekoniecznie całkowitą utratę świadomości. Metoda ta została przedstawiona w 1965 roku.

Przy określaniu dawki par anestezjologicznych należy brać pod uwagę to, że:
- im niższy MAC, tym silniejszy gaz,
- MAC nie zależy od płci, stężenia potasu (K+)
- zależy od czynności tarczycy (hipotyreozy czy hipertyreozy). Wzrasta u osób z nadczynnością i zmniejsza się z niedoczynnością.

## Czynniki wpływające na zwiększenie lub zmniejszenie wartości MAC
- Zwiększenie wartości MAC:
  - podwyższona temperatura;
  - nadmiar sodu (Na+);
  - uzależnienie od alkoholu;
  - inhibitory MAO;
  - niemowlęta lub małe dzieci.

- Zmniejszenie wartości MAC:
  - starszy wiek, noworodki;
  - podanie innych anestetyków (opioidy, ketamina, benzodiazepiny);
  - obniżenie ciśnienia tętniczego krwi;
  - ciąża;
  - niedokrwistość;
  - niedobór sodu (Na+);
  - lit, klonidyna;
  - ostre zatrucie (np. alkoholem).

### Inne zastosowania MAC
- MAC-BAR (1,7-2,0 MAC), to koncentracja wymagana do zablokowania odruchów autonomicznych na bodźce bólowe (nocyreceptywne);
- MAC-awake (0,3-0,5 MAC), to koncentracja wymagana do zablokowania odruchów dowolnych i kontroli świadomości czuciowej.

### Hipoteza Meyer-Overtona
MAC substancji lotnej jest odwrotnie proporcjonalny do swojej rozpuszczalności w tłuszczach (współczynnik olej:gaz), w większości przypadków.
Jest to hipoteza Meyer-Overtona przedstawiona w 1899–1901 przez Hansa Horsta Meyera oraz Charlesa Ernesta Overtona. 
MAC jest odwrotnie proporcjonalny do siły działania (potency) – czyli: wysoki MAC oznacza niską siłę działania.
Hipoteza wiąże rozpuszczalność w tłuszczach środka znieczulającego z jego siłą (1/MAC) i sugeruje że początek anestezji (znieczulenia) występuje gdy wystarczająca ilość molekuł środka znieczulającego rozpuści się w błonach lipidowych komórek, co skutkuje znieczuleniem. Wyjątki w hipotezie Meyer-Overtona mogą wynikać z:
- właściwości wywołujących drgawki danego środka;
- specyficzność receptora (różnorodne środki mogą wywoływać dodatkowy efekt poprzez specyficzne);
- jednoczesne podanie α2 agonistów (dexmedetomidyna) i/lub agonistów receptorów opioidowych (morfina/fentanyl) może zmniejszyć MAC;
- hipoteza objętości krytycznej Mullina;
- dodatnia modulacja GABA w receptorach GABAA przez barbiturany lub benzodiazepiny.

### Modyfikacje MAC
Pewne fizjologiczne i patologiczne stany mogą modyfikować MAC. MAC jest wyższy u noworodków i mniejszy u osób starszych. MAC może również zwiększać się przy stanach niepokoju czy tyreotoksykozie oraz zmniejszać w stanach hipotermii, hipotensji, niedoczynności tarczycy czy ciąży. Płeć, wzrost i waga mają znikomy efekt na MAC.
Opioidowe środki przeciwbólowe i sedatywno-nasenne, często używane jako wzmocnienie znieczulenia, zmniejszają MAC. Warto również zauważyć, że wartości MAC się sumują. Na przykład, jeżeli pacjentowi podamy 0,3 MAC leku X i 0,9 MAC leku Y łącznie będą na niego działać leki o MAC całkowitym równym 1,2. W ten sposób podtlenek azotu jest często wykorzystywany jako „nośnik” aby zmniejszyć zapotrzebowanie na inne leki.

## Przykłady wartości MAC
- Podtlenek azotu - 104
- Ksenon - 72
- Desfluran - 6
- Eter etylowy - 3.2
- Sevofluran - 2
- Enfluran - 1.7
- Isofluran - 1.2
- Halothan - 0.75
- Chloroform - 0.5
- Methoxyfluran - 0.16